# Agrilus kobayashii
Agrilus kobayashii es una especie de insecto del género Agrilus, familia Buprestidae, orden Coleoptera.
Fue descrita científicamente por Tôyama, 1987.